# Роджер Еспіноса
Роджер Еспіноса (ісп. Roger Espinoza, нар. 25 жовтня 1986, Пуерто-Кортес) — гондураський футболіст, півзахисник англійського «Віган Атлетік» та національної збірної Гондурасу.

## Клубна кар'єра
У дорослому футболі дебютував 2006 року виступами за американську команду клубу «Аризона Сахуарос», в якій провів один сезон, взявши участь лише у 7 матчах чемпіонату.
2007 року перейшов до «Огайо Стейт Букеєс», у складі якого провів наступний рік своєї кар'єри гравця. Більшість часу, проведеного у його складі, був основним гравцем команди.
З 2008 року п'ять сезонів захищав кольори команди клубу «Спортінг Канзас-Сіті», також здебільшого виходив на поле в основному складі команди.
До складу клубу «Віган Атлетік» приєднався 2013 року.

## Виступи за збірну
2009 року дебютував в офіційних матчах у складі національної збірної Гондурасу. Наразі провів у формі головної команди країни 39 матчів, забивши 3 голи.
У складі збірної був учасником розіграшу Золотого кубка КОНКАКАФ 2009 року, чемпіонату світу 2010 року у ПАР, а також розіграшу Золотого кубка КОНКАКАФ 2011 року.
Включений до складу збірної для участі у фінальній частині чемпіонату світу 2014 року у Бразилії.

## Досягнення
- Переможець Відкритого кубку США: 2012, 2015.
- Володар Кубка Англії з футболу: 2012-13